# Paul Emile Lecoq de Boisbaudran
Paul Emile Lecoq de Boisbaudran (n. 18 aprilie 1838 – d. 28 mai 1912) a fost un chimist francez cunoscut pentru descoperirile sale importante de elemente chimice, cum ar fi galiul, samariul și disprosiul.
1. 1 2  Paul Émile Lecoq de Boisbaudran, Brockhaus Enzyklopädie
2. ↑  Paul Émile Lecoq de Boisbaudran, Hrvatska enciklopedija[*]
3. ↑  Paul Emile Lecoq de boisbaudran, Baza de date Léonore, accesat în 9 octombrie 2017
4. ↑  François Paul-émile Lecoq De Boisbaudran, GeneaStar
5. 1 2  Paul-Émile Lecoq de Boisbaudran, Gran Enciclopèdia Catalana
6. 1 2  Лекок де Буабодран Поль Эмиль, Marea Enciclopedie Sovietică (1969–1978)[*]
7. ↑  DE BOISBAUDRAN , Paul Emile dit François Lecoq de Boisbaudran Lecoq, annuaire prosopographique: la France savante, accesat în 9 octombrie 2017
8. ↑  Czech National Authority Database, accesat în 29 ianuarie 2023
9. ↑  Autoritatea BnF, accesat în 10 octombrie 2015
10. ↑  Czech National Authority Database, accesat în 1 martie 2022
11. ↑  Award winners : Davy Medal (în engleză), accesat în 30 decembrie 2018